# 不発橋

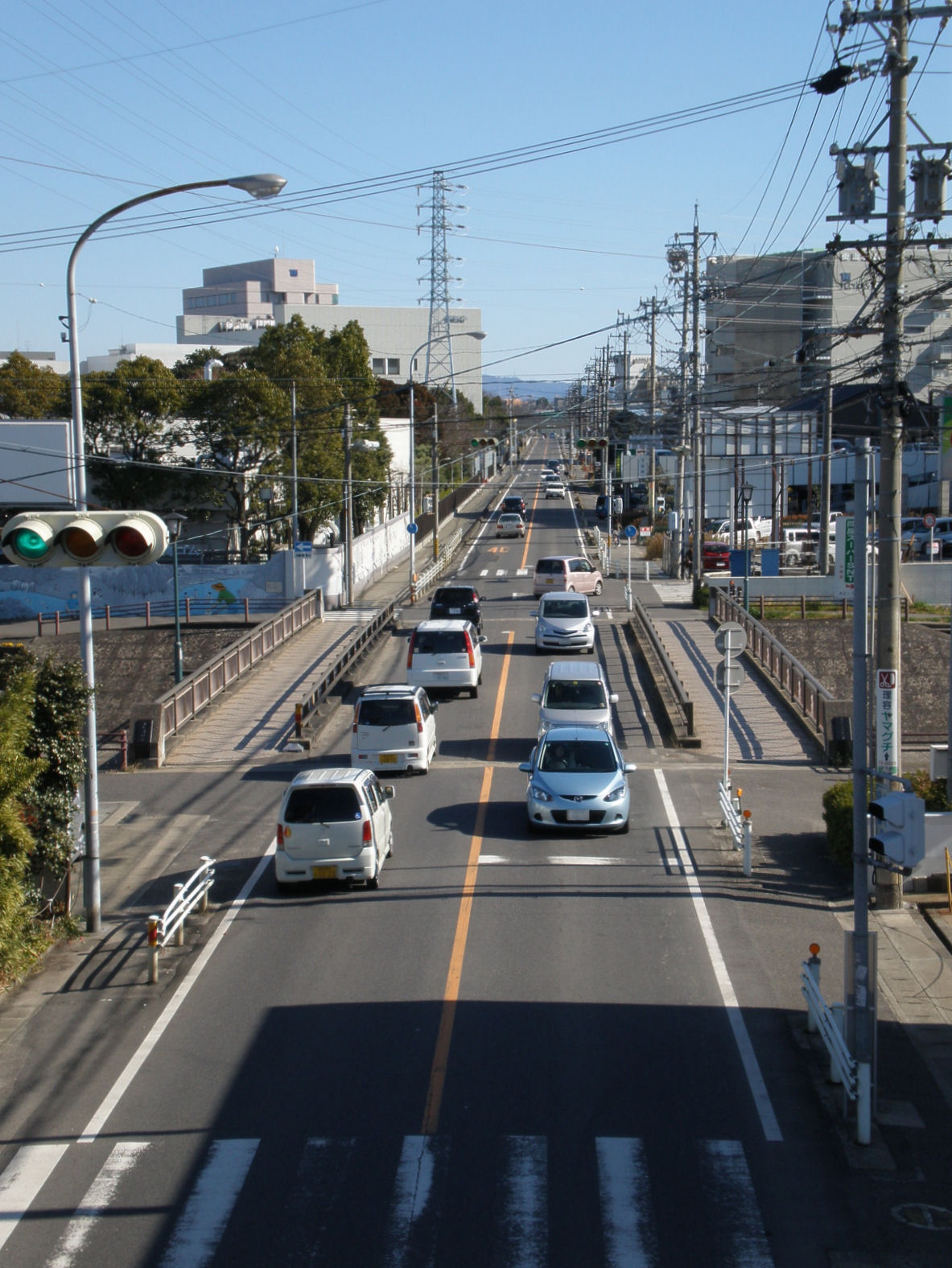
不発橋と愛知県道25号春日井一宮線

不発橋（うたずばし）は、愛知県小牧市にある橋である。

## 概要
「宇田津橋」または「歌津橋」と表記する場合もある。大山川に架かっており、その上を愛知県道25号春日井一宮線が通っている。なお現在の橋は、1993年（平成5年）8月に完成したものである。

## 名称の由来
名称の由来は、昔この地にあった同名の橋に由来する。そしてその橋の名前には、以下の2つの由来が残っている。
1. 1584年（天正12年）の小牧・長久手の戦いの折り、家康軍に属していた兵士が敵（秀吉軍）の動きを知らせる為に、家康が布陣する小牧山へと向かっていた。しかしその途中、この地で鉄砲で打たれて死んでしまった。その際「敵を"撃たず"（うたず）に死ぬのは残念」と言ったことから、この名称が付いた。
2. 昔この地に、鞍作りの名人である「宇田津」（うたづ）と言う名前の男が住んでいた。その男が名古屋城築城の際、城下へと移住することとなり、その時このほかに自らの祖先の霊を祭り、「宇田津明神」と崇めたことに由来する。

## 所在地
- 愛知県小牧市東4丁目地内

## 交通手段
- 名鉄バス「住友理工前」停留所、または「シーケーディ前」停留所下車、徒歩で約2分。
- 名鉄小牧線 小牧口駅下車、徒歩で約15分。